# Танзанійське пиво

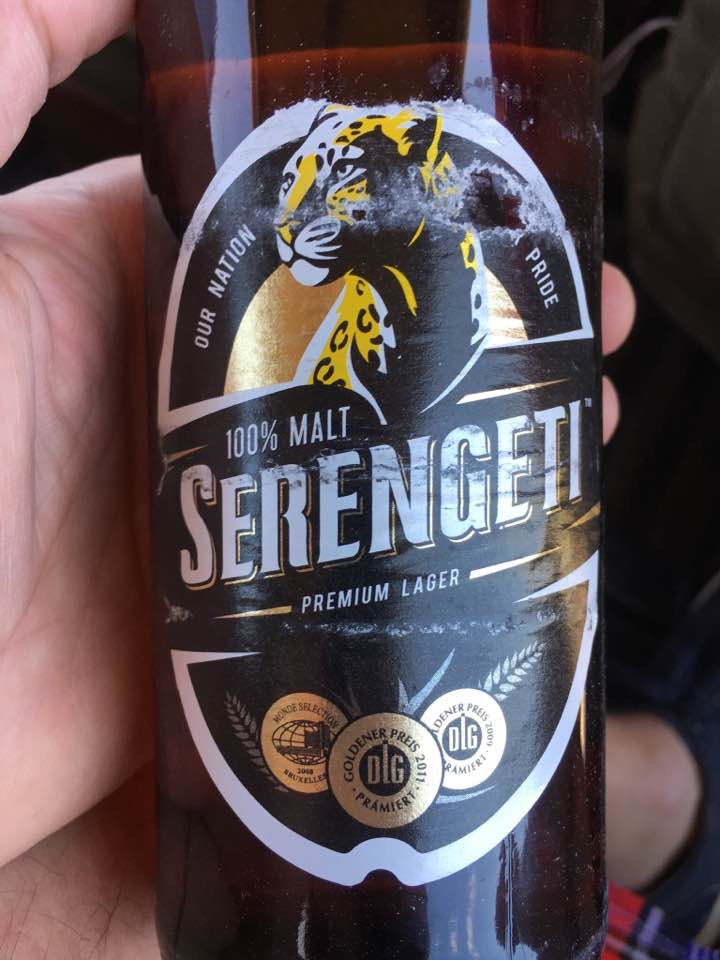

Пиво (суах. bia) та алкоголь є невід'ємною частиною танзанійського суспільства, а місцеві бренди викликають сильне почуття національної гордості серед населення Танзанії. У країні виробляють значну кількість пива та напоїв. Танзанія посідає 6 місце в Африці за споживанням пива, і на неї припадає понад 3 % африканського споживання. Однак понад 90 % національного споживання припадає на домашнє або неформальне виробництво. Пляшкове пиво є дорогим для більшості населення і майже в 6 разів дорожче, ніж кукурудзяне пиво. Незважаючи на це, продаж пива та податки від броварної галузі є важливою частиною економіки Танзанії.
Пиво є значною частиною економіки, і тут переважно домінують Tanzania Breweries Limited і East African Breweries Limited під місцевою компанією Serengeti Breweries Limited. Обидві компанії мають одні з найбільших доходів у країні та котируються на фондовій біржі. Tanzania Breweries Limited є найбільшим платником податків у країні та майже заробила понад 1 трильйон танзанійських шилінгів доходу в 2014 році.

## Пивоварні

### Tanzania Breweries Limited
Компанія Tanzania Breweries Limited (TBL) була заснована в 1932 році як Tanganyika Breweries Limited і пізніше була придбана Kenya Breweries Limited(KBL) у 1935 році. Обидві компанії були об'єднані в 1936 році, щоб сформувати нині діючу компанію East African Breweries Limited(EABL). Tanzania Breweries була націоналізована урядом у 1976 році в рамках Арушської декларації, а потім продана SABMiller у 1993 році після 25 років безуспішної діяльності. Склад власників компанії неодноразово змінювався, однак SABMiller все ще володіє більшим пакетом акцій компанії, і тепер вона котирується як TBL на фондовій біржі Дар-ес-Салама. Компанія є найбільшим платником податків у країні, а її акції найбільше торгуються на Dar Brouse. Наразі TBL займає 80 % ринку пива в Танзанії.

### Serengeti Breweries Limited

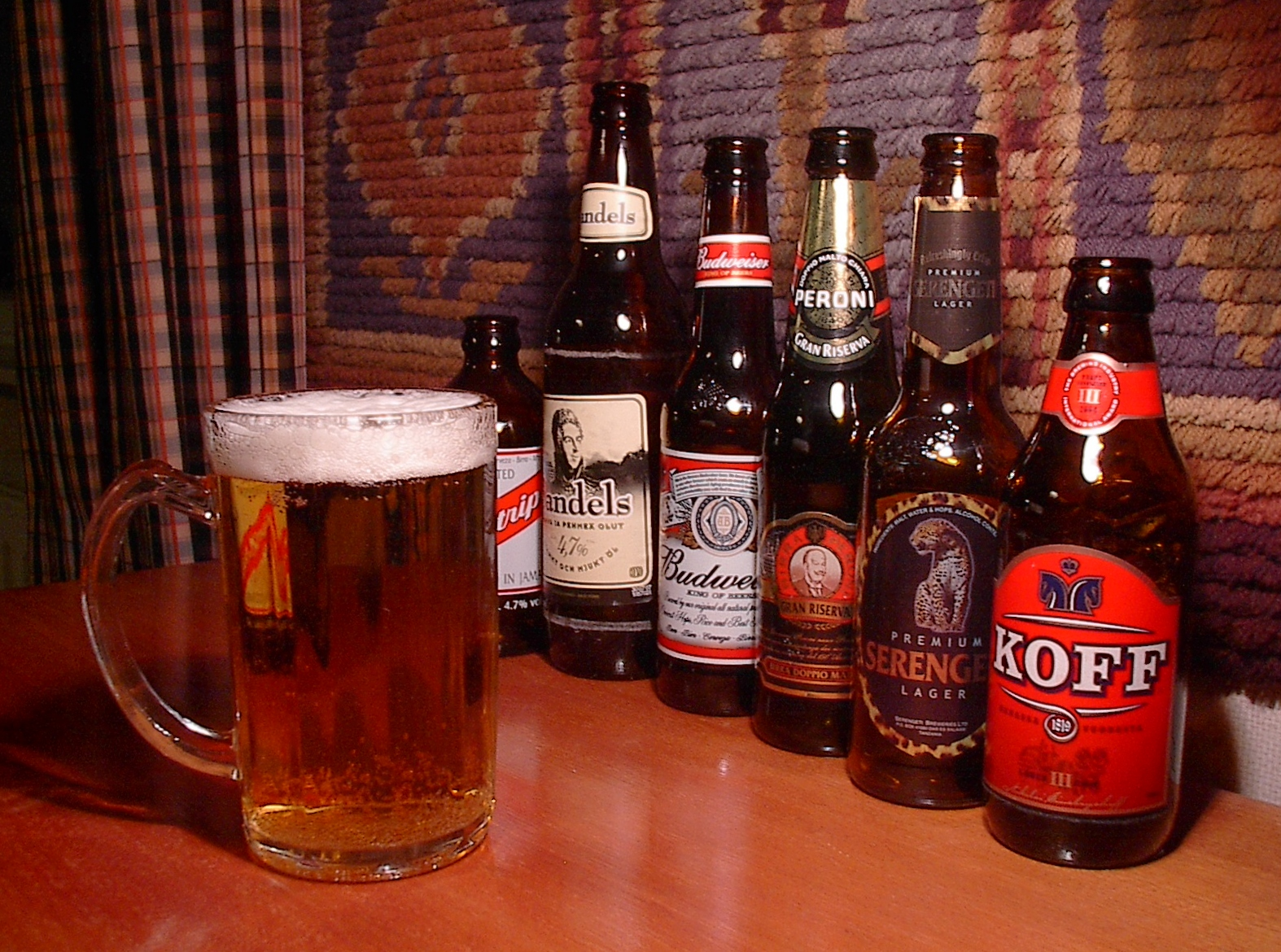
Пляшка Serengeti Premium Lager (друга справа)

Serengeti Breweries Limited є другою за величиною пивоварною компанією в країні і займає приблизно 15 % ринку пляшкового пива. Компанію було засновано в 1988 році як Associated Breweries Limited зі своїм флагманським брендом Serengeti Lager. У 2002 році компанія була перейменована на Serengeti Breweries Limited, а штаб-квартира була розташована в Дар-ес-Саламі. У 2010 році 51 % компанії було придбано східноафриканськими пивоварнями, що знаменувало їх повторний вихід на танзанійський ринок пива після їх вимушеного виходу в 1976 році. Компанія управляє трьома виробничими потужностями в Дар-ес-Саламі (300 000 HL), Мванза (600 000 HL) і Моші (500 000 HL). Компанія не торгується безпосередньо на фондовій біржі, однак її материнська компанія EABL зареєстрована на Найробійській біржі цінних паперів.

### Китайсько-танзанійські пивоварні Qingdao
Китайська компанія Qingdao-Sino Tanzanian breweries, зареєстрована в 2005 році, є невеликим гравцем на ринку та більш відома своїми двома брендами King Orxy Lager і King Orxy Dark Lager.

## Крафтові пивоварні
Зараз більша частина крафтового пива вариться на невеликих місцевих пивоварнях. Офіційний ринок крафтових пивоварень не розвинений, і наразі в Танзанії працюють лише дві крафтові пивоварні, а саме Twiga Brewery в Аруші та Crafty Dee's Brewing Company Ltd в Дар-ес-Саламі. TwigaBrew, перша крафтова пивоварня в Танзанії (заснована 2015 року), має два бренди, Twiga Ale і Twiga Stout, тоді як флагманом Crafty Dee є Dee's Gold, хмелевий пільзнер.

## Вітчизняні бренди
Є багато різних брендів, вироблених у Танзанії пивоварами, і багато з них також є міжнародними брендами, такими як Caster Lager і Pilsner, однак нижче наведено список 12 вітчизняних брендів.
| Бренд                     | Пивовар                          | АБВ   | Сорт пива                       |
| ------------------------- | -------------------------------- | ----- | ------------------------------- |
| Kilimanjaro Premium Lager | Tanzania Breweries Limited       | 4,5 % | Світлий лагер                   |
| Serengeti Premium Lager   | Serengeti Breweries Limited      | 5,5 % | Преміальний лагер               |
| Tanzanian Kibo Gold       | Tanzania Breweries Limited       | 4,8 % | Світлий лагер                   |
| Safari Lager              | Tanzania Breweries Limited       | 5,5 % | Світлий лагер                   |
| Ndovu Special Malt        | Tanzania Breweries Limited       | 4,8 % | Світлий лагер                   |
| Uhuru Peak Lager          | Serengeti Breweries Limited      | 5,8 % | Бурштиновий лагер/Відень        |
| Serengeti The Kick        | Serengeti Breweries Limited      | 7 %   | Imperial Pils/Strong Pale Lager |
| Bia Bingwa                | Tanzania Breweries Limited       | 7 %   | Imperial Pils/Strong Pale Lager |
| King Oryx Lager           | Qingdao-Sino Tanzanian breweries | 6 %   | Світлий лагер                   |
| King Oryx Dark Lager      | Qingdao-Sino Tanzanian breweries |       | Дункель/Тмави                   |
| Twiga Ale                 | Twiga Brewery                    | 4,5 % | Золотий ель                     |
| Twiga Stout               | Twiga Brewery                    | 5,6 % | Стаут                           |